# Pluvianellidae
Pluvianellidae é uma família de aves pertencente à ordem Charadriiformes. O grupo inclui apenas uma espécie, o borrelho-de-magalhães Pluvianellus socialis, endémico da ponta sul da América do Sul. Na taxonomia de Sibley-Ahlquist, é incluída na ordem Ciconiiformes.
A espécie não é migratória, porém algumas aves vão para o norte da Argentina no inverno. Suas partes de cima e peito são brancos. Possui pernas curtas e vermelhas, bico preto e olhos vermelhos. Nos imaturos, os olhos e a pernas são amareladas. O chamado é parecido com o de uma pomba.
A reprodução ocorre perto da água, com dois grandes ovos, porém, normalmente, apenas um bebê sobrevive. A espécies se alimenta de pequenos invertebrados.